# バスケットボール
バスケットボール（英: basketball）は、1891年にアメリカ合衆国の国際YMCAに所属していた体育教師のジェームズ・ネイスミスによって考案されたスポーツ。
5人対5人の2チームが、一つのボールを手で扱い、長方形のコート上の両端に設置された高さ305cm（10ft）、直径45cm（18in）のリング状のバスケットにゴールすることで得点を競う球技である。公式試合は屋内競技として行われる。狭義では、この競技に使用する専用のボールのことを指す。籠球（ろうきゅう）とも訳される。
開催される国・地域、年齢や性別によってローカルルールが適用される。身長の高さが優位に密接する競技としても知られる。

## 競技の概略
バスケットボールのゴールとなるバスケットは、FIBA公式ルールでは、バックボードに取り付けられた、高さ305cmに水平に設置された内径45cmのリング（リム）とそれに取り付けられた白い紐で編まれた下方へボールが通過可能な約45cmのネットで構成される。
競技年齢や設備環境により、設置高さなど各種寸法は異なる。
このバスケット（リング）に正規の方法でボールを上方から下方に通過させることによってゴールが成立し得点が記録される。
攻撃側（オフェンス）チームは、プレーヤーがドリブルでボールを運んだり、プレーヤー間でパスを行いながら、一定時間内にショットを放ち、ゴール成立によるポイント（得点）を狙う。
また、一旦フロントコートへ運ばれたボールをバックコートに戻すことは出来ない。攻撃権のない守備側（ディフェンス）チームは、規定された方法でゴールを阻止し、攻撃権を奪うような防御プレーを行う。
ボールポゼッション（攻撃権）は、得点があった場合、ヴァイオレイション（身体接触の無い違反）またはファウル(身体接触の有る反則)があった場合、クウォーター（試合進行中の区切り）開始時などにチーム間で移動する。試合中のフィールドゴールは、ショットを放った位置によって、1回の成功で、ツーポイント（2点）あるいはスリーポイント（3点）が記録される。ファウル、あるいはヴァイオレイションに対するペナルティ（罰則）により与えられるフリースローでは、事例によって投数がワンスロー〜スリースロー（1〜3投）の間で決められ、一投成功につき1点が記録される。試合時間終了時点で、より多い得点を得たチームが勝利となる。基本的には引き分けはなく、通常クウォーターの半分程度の時間のオーバータイム（OT）を、勝敗が決するまで繰り返し行う。バスケ以外にもミニバスなどがある。

## 競技の特徴
バスケットボールゲームの特徴は、
- ボールを保持したままの移動に制限があること
- 連続して移動する場合は床面でボールをバウンドさせるドリブル（球運び）を行い、バウンド数に制限はないが、プレイヤーの一回のプレーで開始から終了まで1回のみ許されること
- ボールに対して下半身を使えないこと
- 対人接触に関しての規定が比較的多くあり、故意に接触すること、相手の身体や衣服を掴むことが禁止されていること
- ゴールはショットが放たれた位置によって得点が異なること。
- 攻撃と守備の流れは流動的で、試合中に多くの状況が変化すること
- 試合の経過を滞らせないために、多くのプレーで制限時間があること
- 選手交代でベンチに戻った選手が再度出場可能なこと
- 運動量が多く、レベルの高いプレイをするには総合的な身体的能力が求められること

などが挙げられる。
後述するように、基本ルールを競技の考案者が1人で策定したことや、NBAなどテレビ中継があるプロスポーツと共に発展してきた事に起因して、「見せるスポーツ」としての側面も併せ持っているため、ルールが複雑なスポーツの一つである。その一方で、レクリエーションとしての「楽しむスポーツ」という点では、ゴールリングとボールがあれば1人からプレーを楽しむことができ、1オン1（1対1）や、3オン3（3対3）で本格的にゲームをすることもできる。アメリカでは、公園など公共の場所にリングが設置されているゴールリングを指す俗称から転じて「hoop」とも呼ばれている。
ネイスミスに誘われてYMCAの体育教師となったウィリアム・G・モーガンは、身体接触が伴うバスケットボールは自身が担当するビジネスマンクラス（25〜40歳）には危険が伴うため、子供、女性、高齢者が楽しめる、よりレクリエーション的な屋内競技として、1895年にバドミントンやテニスを参考にしたバレーボールを考案した。

## 歴史

### ネイスミスの考案
バスケットボールは、比較的最近になって誕生した競技であり、また一人の人物によって考案され広まった数少ない競技のひとつである。考案者はアメリカ、マサチューセッツ州スプリングフィールドの国際YMCAトレーニングスクール（現・スプリングフィールド・カレッジ）の体育部教官を務めていたカナダ人のジェームズ・ネイスミスで、1891年に彼の考え出したルールが現在のバスケットボールの原型になっている
1891年夏、国際YMCAトレーニングスクールでは体育・スポーツ指導者の講習会が開かれたが、当時、全米各州のYMCAでは冬季の屋内における体操中心のプログラムについて学生の意欲が低いとして既存のプログラムに対する不満があり、レクリエーション的で競技的要素を含んだプログラムが求められていた。同年秋、体育部主事のL.H.ギューリックは5人の体育指導教官を集めて数回にわたり検討した結果、新しいスポーツを創り出すほかはないとの結論に達した。体育教官であったネイスミスはアメリカンフットボールやサッカー、ラクロスなどを屋内ゲームとして取り入れようとしたが失敗に終わる。そこで、ネイスミスは各ゲームの要素を取り出すこととし、ボールを使用すること、ラフプレーを取り除く必要からタックルをなくすためボールを保持したまま走ってはいけないこととした。また、ゲーム中の安全性を高めるため競技者間の身体接触を少なくすることが考えられたが、これにはネイスミスが少年時代を過ごしたカナダ・オンタリオ州で行われていたタグ（鬼ごっこ）と的当てを組み合わせた「雄鴨落し（Duck on a Rock）」という遊びにヒントを得て、ゴールをプレーヤーの頭上に水平に設置することとした。
ネイスミスが最初に考案した13のルールは現在では約250にまでなっているが、ゲームの形式は基本的にほとんど変化していない。
初プレー

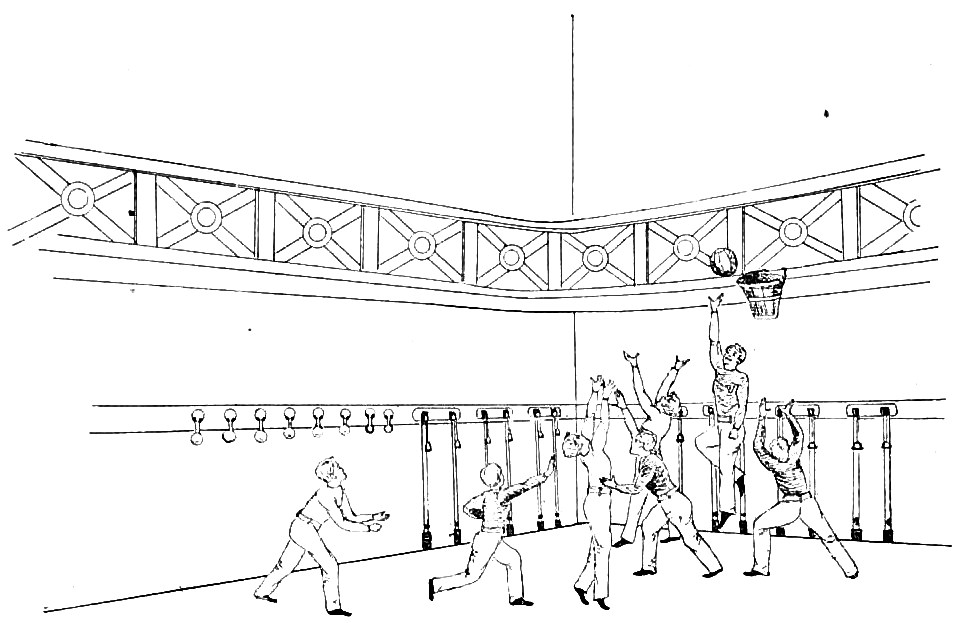
石川による最初の試合のスケッチ

1891年12月21日、国際YMCAトレーニングスクールで18人の学生を9人ずつに分け初めての試合が行われた。この試合ではサッカーボールで代用した。ネイスミスはゴールについては45cm四方の箱を想定していたが、それは用意できなかったため、代わりに桃を入れる籠を体育館のバルコニーに取り付けることとなった。このときのゴールの高さ10フィート (3.05m)は以後変更されることなく現在に至っている。また、フロアの広さはおよそ11m×15mの大きさであったという。この世界最初の試合に出場した18人の中には留学中だった石川源三郎が含まれていた。最初の試合ではトスアップから1時間ほどたって1年生W・R・チェイスのショットが決まって点が入りゲーム終了となっている。試合の様子は石川がスケッチで残している。
このスポーツの名称について初めての試合が行われるに先立ってネイスミスと学生フランク・マーンとの間で話題になり桃の籠（Basket）を用いたことから「Basket ball」と名付けられた。
その後、YMCAトレーニングスクール広報誌「ザ・トライアングル」(1892年1月15日号)に紹介され、1892年1月になって正式に「Basket ball」という名称に定まった。また、当初、英語での表記は2語で「Basket ball」であったが、1921年に公式に1語で「Basketball」となった。日本語では直訳した「バスケットボール」の他、籠を使う球技であることから「籠球」とも訳される。
プレーヤー人数
ネイスミスはレクリエーションを想定していたことから、両チームが同人数であれば何人であってもよいと考えていたため、13条のルールの中にチーム人数を規定していなかった。コーネル大学では50人対50人で試合が行われたが、この試合について担任のE・ヒッチコックは「体育館が破壊されかねない」などと述べるなど逸話となっている。プレーヤー人数については、その後次第に制限され、1894年にプレーヤー人数についてはフロア面積に合わせて5人、7人、9人とされることになった。コートの大きさやプレーヤー人数が現在のように確定したのは1897年になってからのことである。
コート上のプレイヤーは、限られたタイミングで交代することができ、反則やケガで欠員が出ても交代として補充することができる。交代の回数に制限は無いので、1人のプレイヤーが何度も交代することができる。
ゴールの形状
ゴールについては考案当初、シュートが決まるたびに梯子や棒を用いて取り出していた。ゴールに使われた桃の籠は壊れやすかったためすぐに金属製の円筒形ゴールにかわっている。ゴールの形状はその後少しずつ変化しており、一説によると、ネット状で底が切れている現在のようなゴールの形状になったのは1912年から1913年にかけてであるとされる。なお、リングの内径45cmは最初の試合の時から全く変更されていない。
バックボード
バスケットボールは熱狂的な人気を博すようになったが、熱狂した観客が体育館上の手すりや欄干から足や手を伸ばしてゴールを妨害する事態が頻発したため、ゴールの後ろにボードがつけられるようになり、これが後のバックボードに変化した。当初は金網が用いられていたが、1904年から1.8m以上の木板に切り替えられた。ところが、バックボードが観客の視界を遮ってしまうことから、後に現在と同じ透明なプラスチック板が用いられるようになった。バックボードの位置については当初エンドライン上にあったが、ゴールが61cmコート内側に移動する際に、バックボードもゴールと一体になってエンドラインより内側に配置されるようになった。

### 発展
FIBAの結成
バスケットボールは当初から人気があり、スミス大学の体育教師を務めていたセンダ・ベレンソンによって女子バスケットボールが始められるなど、その年のうちにアメリカ国内のあちこちで競技されるようになり、国際YMCAトレーニングスクールを通じ世界各国へ急速に広まった。このような背景もあり、1904年のセントルイスオリンピックではデモンストレーションスポーツとして開催された（1904年から1924年までオリンピックの公開競技として実施）。1932年6月には国際バスケットボール連盟 (FIBA)が結成され、1936年のベルリンオリンピックから男子オリンピック正式種目に採用された。また、1976年のモントリオールオリンピックから女子正式種目にも採用された。
プロリーグの創設と発展
アメリカ国内では、1946年に男子プロバスケットボールリーグBAAが創設され、3年後NBLと合併しNBAが誕生した。1967年に、対抗するリーグABAが設立され地位を脅かしたが、1976年にABAは消滅し、NBAは現在も世界最高峰のリーグとして君臨し続けている。
ドリームチームの時代
NBAには、ジョージ・マイカン、ビル・ラッセル、ウィルト・チェンバレン、オスカー・ロバートソン、カリーム・アブドゥル＝ジャバー、マジック・ジョンソン、ラリー・バード、マイケル・ジョーダンなどのスター選手が所属し、1992年のバルセロナオリンピックでは「ドリームチーム」を結成、圧倒的な強さで優勝を果たした。
また、1996年には女子プロバスケットボールリーグWNBAが設立され、シェリル・スウープス、リサ・レスリー、ローレン・ジャクソンなどのスター選手が台頭した。
国際化
NBAやオリンピックの活性化に伴い、近年バスケットボールの国際化が急速に進んでおり、FIBA発表では1998年時点で世界の競技人口はおよそ4億5000万人、FIBAに加盟した国と地域は2006年8月時点で213まで増加した。

### 日本での歴史
日本にバスケットボールが伝わったのは1908年のことで、YMCAの訓練校を卒業した大森兵蔵が東京YMCAで初めて紹介したとするのが現在の定説である。そして1913年にYMCA体育主事のF.H.ブラウンが来日し、関東、関西で競技の指導に尽力し普及していった。
なお、1891年にスプリングフィールドで行われた世界初の試合に参加した石川源三郎がもたらしたのではないかとする異説もある。ただ、1910年代の日本ではいまだスポーツ施設が少なく競技用具も粗末であるなど、本格的に受容するだけの受け皿がなかったとされ、石川がバスケットボールを日本で紹介・指導した記録は見つかっていない。
1924年には、早稲田大学、立教大学、東京商科大学が全日本学生籠球連合を結成。全国各地で対抗戦が行われていった。そして、1930年に大日本籠球協会（現在の日本バスケットボール協会）が設立され、普及と発展及び競技レベルの向上に努めている。
日本における初期のバスケットボール普及においては、教育者の藤山快隆が1924年頃に日本語による初期の体系的指導書『バスケットボール』を著した。  
同書は競技規則、技術、戦術、練習法に加えて、教育的意義に関する記述を含んでおり、学校教育におけるバスケットボールの導入と教材化に大きく貢献したとされる。
1975年には女子バスケットボール世界選手権で準優勝する。
2005年には日本初のプロリーグbjリーグが発足したが、日本のバスケ全体の発展・強化が遅く、アジアの各大会で苦戦を強いられている。日本代表は、女子が2004年のアテネオリンピックに3度目の出場を果たしたが、男子は1976年のモントリオールオリンピックを最後に出場は途切れている。
2014年11月27日、日本バスケットボール協会はFIBAより勧告を受けていた『国内男子トップリーグの統合』・『ガバナンス能力に欠けるJBAの改革』・『日本代表の長期的な強化策』の問題が解決されず、FIBAから資格停止処分を受けた。
2015年6月19日、FIBAはスイスで常務理事会を開き、2014年11月27日に日本協会に科した、無期限の国際試合出場停止処分の解除を決めた。
2016年9月、NBLとbjリーグが統合した新リーグ「ジャパン・プロフェッショナル・バスケットボールリーグ（Bリーグ）」が開幕した。

### 高度な統計指標
近年、バスケットボールにおいては単純な得点・リバウンドにとどまらず、選手やチームの貢献を多角的に評価する「高度な統計指標（アナリティクス）」が重視されている。代表的な指標としては、ジョン・ホリンジャーが提唱した「選手効率評価（Player Efficiency Rating; PER）」や、欧州大会等で用いられる「パフォーマンス・インデックス・レーティング（PIR）」などがある。これらは個々のプレーを重みづけ・調整し、選手の総合的な貢献を一つの数値で示すことを目的としている。
PERは出場時間当たりの生産性を、ペースに調整した上でリーグ平均が常に15となるよう正規化し、ポジティブな貢献とネガティブな貢献を差し引いて算出される。一方、PIRは主に欧州のクラブ大会で用いられ、加算・減算のシンプルな構成によって選手のゲーム内パフォーマンスを評価するものであり、リーグ全体への標準化を内包しない。
ただし、こうした一元的な指標には限界もあり、評価の前提（例：ペース、ポジション、守備貢献の可視化困難さ）や構成の恣意性に関する批判も存在する。特にPERに対しては、評価手法や重みづけの妥当性を巡る論争が過去にあり、統計的な背景と解釈には慎重さが求められる。したがって、PERやPIRは単独で絶対の評価を与えるものではなく、他指標やコンテクストと組み合わせて解釈されることが望まれる。

## 用具、器具、施設

### ボール

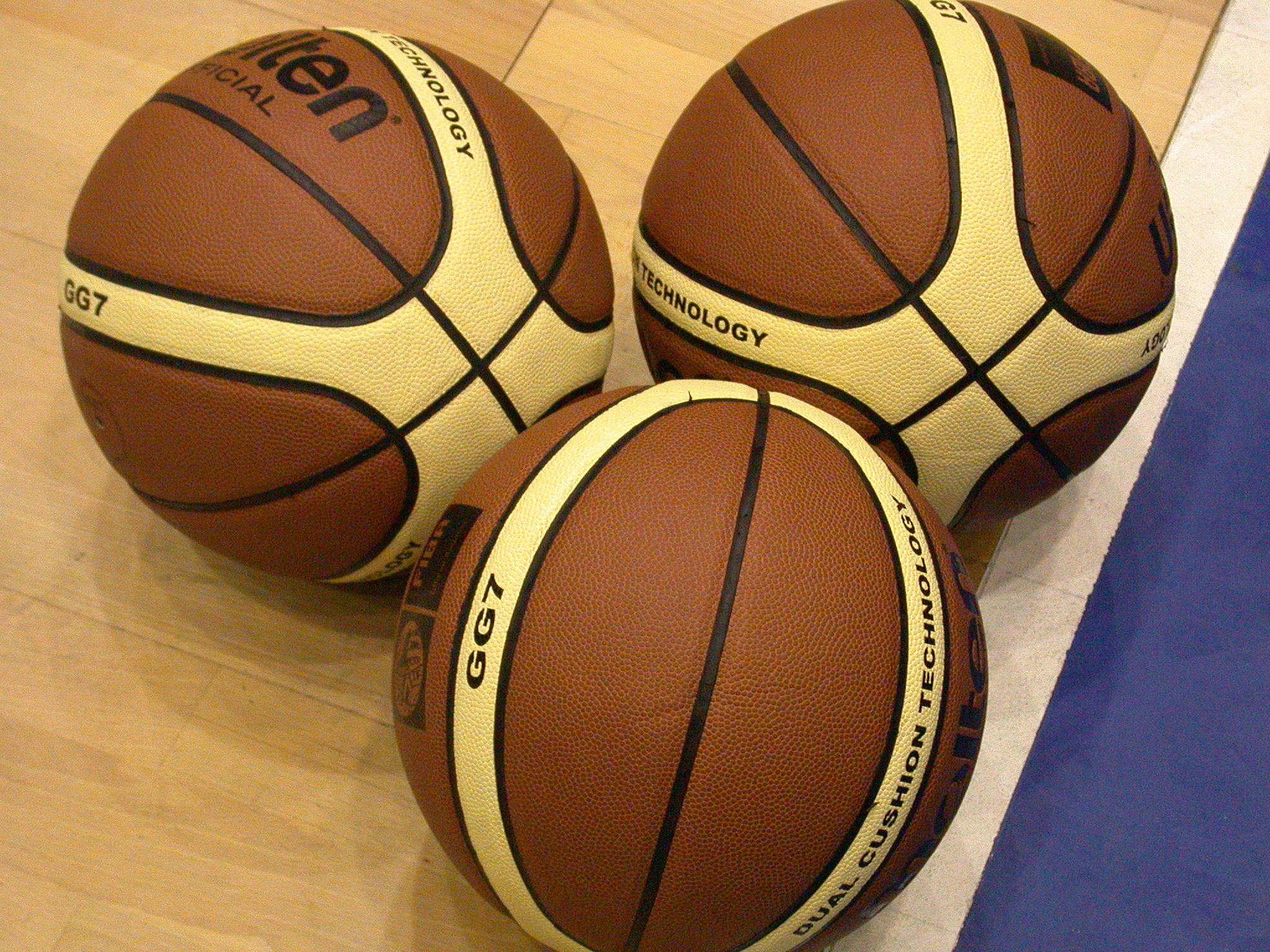
FIBA公認球

天然皮革、合成皮革、ゴムなどで作られたボールが使われる。公式ボールとしては検定球が使われる。一般（男子）用及び中学生用（男子）には7号球（周囲75 - 78 cm、重量600 - 650g）が、一般（女子）用及び中学生用（女子）には、6号球（周囲72 - 74 cm、重量500 - 540g）が、小学生用には、5号球（周囲69 - 71 cm、重量470 - 500g）が使われる。なお、ボールの下端が1.8mの高さから落とした際、上端が1.2 - 1.4mの範囲ではずむ様に空気圧が調整される。
また、2004年のFIBA（国際バスケットボール連盟）の規格改定により従来の茶色の8枚パネルから茶色とクリーム色2色の合計12枚パネルのボールが認められ、選手や観客にとってボールの軌道や回転など視認性が高まった。日本国外では、スポルディングやアディダス、ナイキ、ウィルソンなどが、日本では、モルテン、スポルディング、ミカサ、タチカラなどが製造販売している。

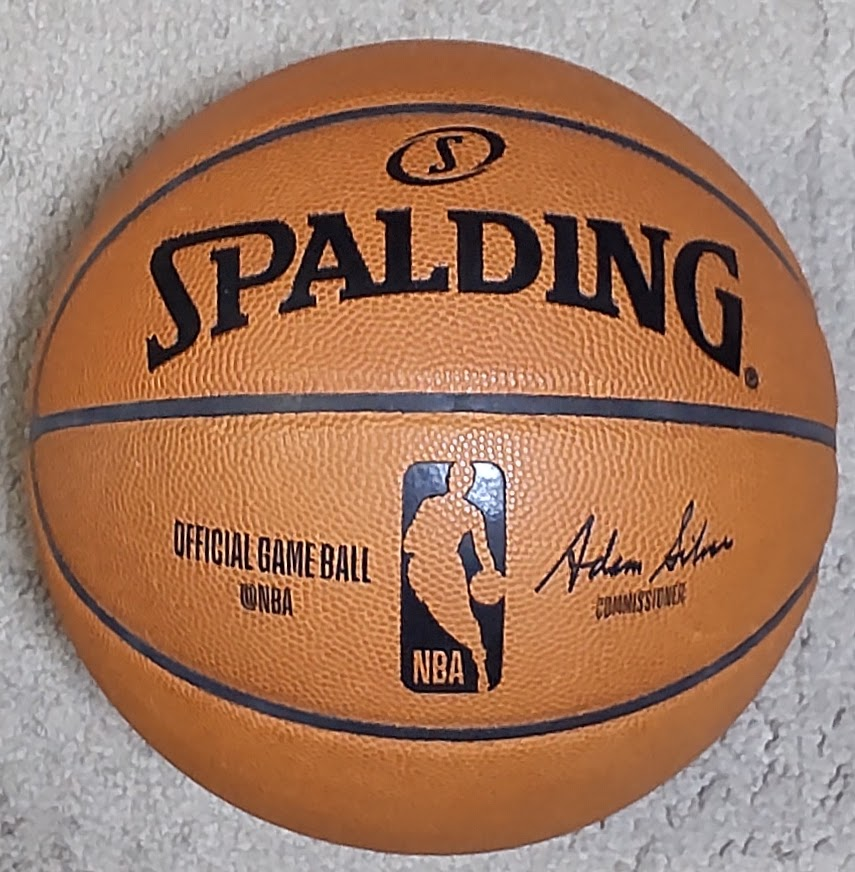
2020-2021シーズンまでのNBAオフィシャルゲームボール

NBAでは、協会公認で、コミッショナーの認定、使用するホームチーム名などが刻印されたスポルディング社製天然皮革ボールを使用していた。2006-2007年シーズンに、合成皮革で二面張りのユニークなボールに一旦は変更した が、選手間での評価が悪く元に戻している。2021–22シーズンからウィルソン社製に変更された。

### コート

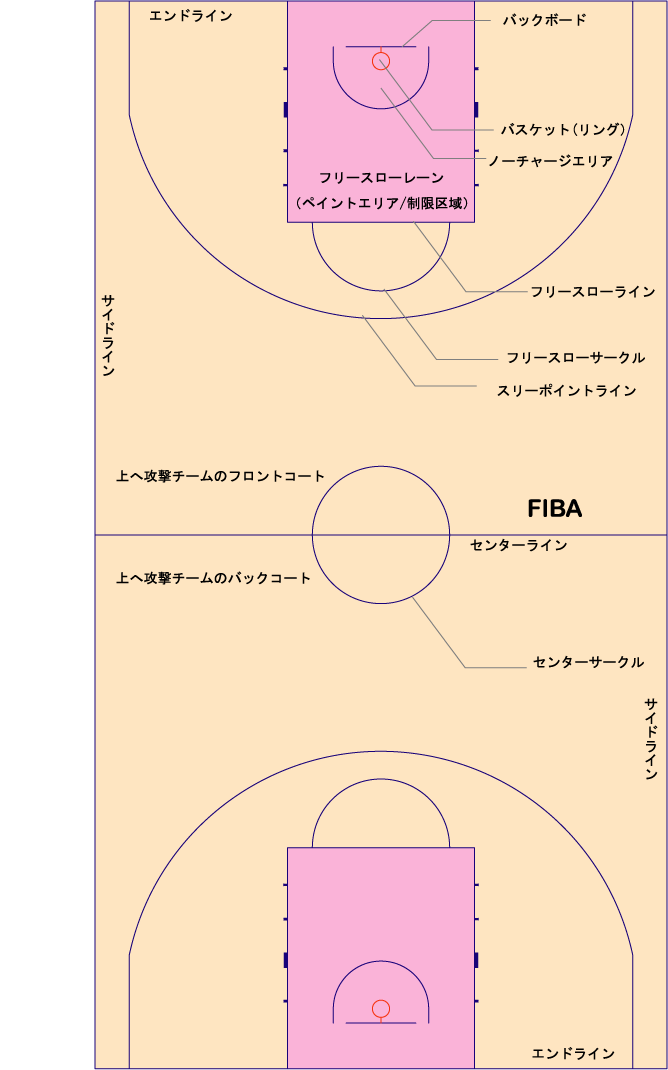
FIBA　2010年仕様コート概略図

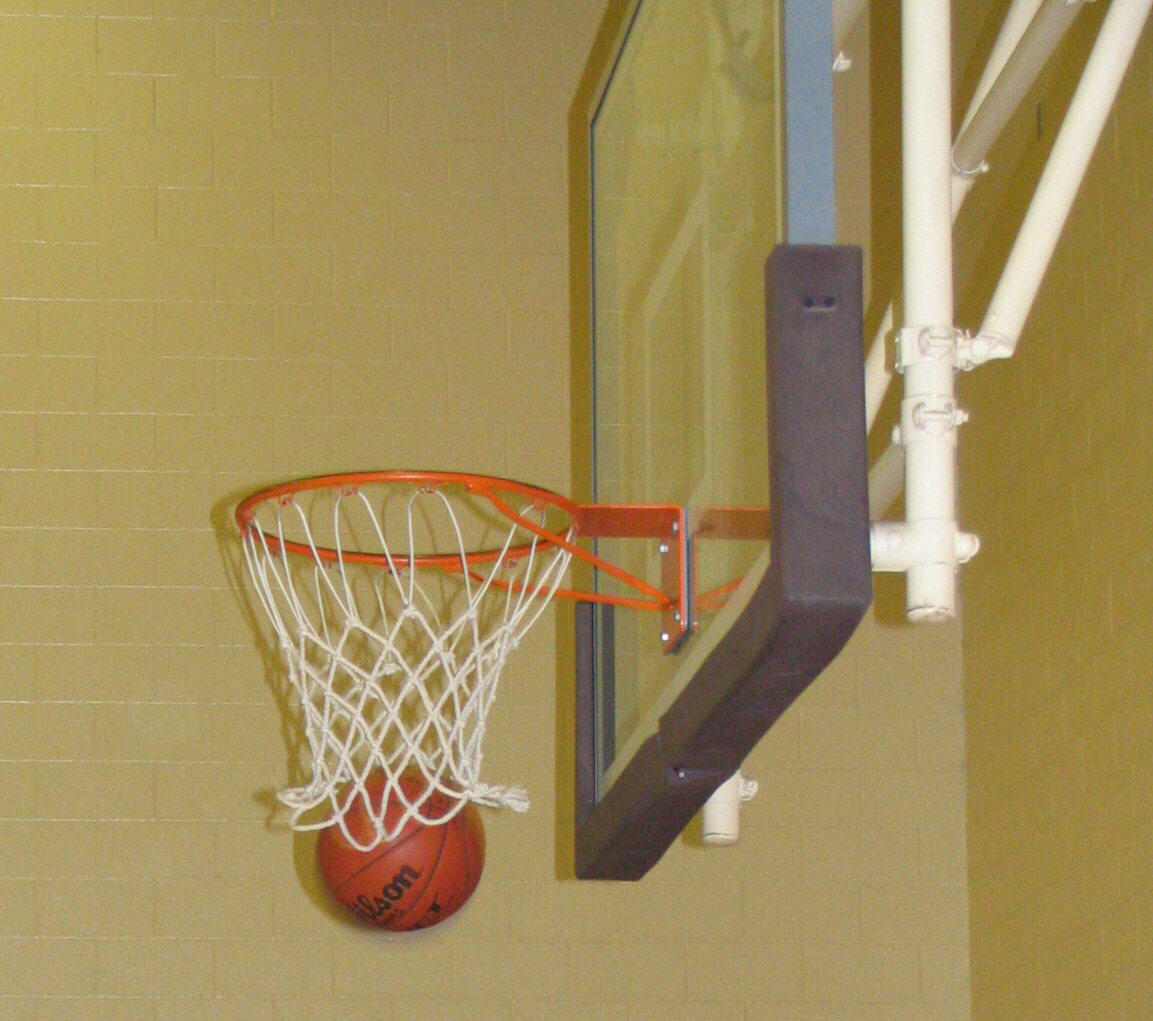
バスケットボールのゴールを通過するボール

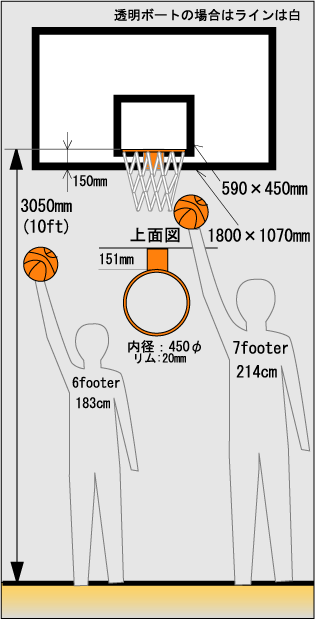
FIBAゴール規格

縦 28m、横15mのコートが使われ、幅5cmの白線で区画が設定される。長辺をサイドライン、短辺をエンドラインと呼ぶ。エンドラインとサイドラインで区画された区域がインバウンズ（コート内）となり、サイドラインとエンドライン上とその外側がアウト・オブ・バウンズ（コート外）となる。コート内には中央でコートを2分するセンターラインや、センターサークル、フリースローレーン、フリースローサークル、3ポイントライン、ノーチャージセミサークルなど様々なラインがマーキングされている。攻撃するバスケットがあるコートの半分をフロントコート、もう一方のバスケットのあるコートの半分をバックコートと呼ぶ。FIBAとNBAではコートサイズや区画などが異なっている が、FIBAでは2010年に変更があり、フリースローレーン（ペイントエリア）が台形から長方形になり、ノーチャージセミサークルが追加され、3ポイントラインも拡張され、NBAの仕様に近づいている。
バスケットに於ける境界線は、ライン上は、ラインを越えた事と同じであると言う考え方が原則である。例えば、3ポイントラインを踏んでのショットは、3ポイント境界線を越えたと見なしゴールしても2ポイントである。ただし、ボールをフロントコートに進めることについては、ボールとボール保持したプレイヤーの両足とがフロントコートに入った段階で成立する。
また、空中でのプレーに関しては最後に触れたコートの部分が適用されるため、ラインのコート内から跳んだ場合は、着地点がコート外だとしても着地するまではプレーを継続でき、シュートをした場合は跳んだ部分での点数が適用される。
フロア材は、公式試合で使用される場所は木材フローリングにワックスコーティングがほとんどだが、硬性アクリル板等もある。屋外ではアスファルトやコンクリートが主であり、公園施設では砂地、土であることも多い。ただし球技であるため、ボールのバウンドが変化しないように特に平坦さが求められる。そのため芝やカーペットなどは不適となる。
コート設置場所の事情によりサイズが異なる場合があり、上記の規定より小さく設計されることも少なくない。また、公園などではいくつかの線が省略されていることもある。
客席を設置する場合、コートと客席が他スポーツと比較して近いことも特徴として挙げられる。例としてNBAではサイドラインと客席最前列の間は1メートル程度しかなく、エンドラインでも数メートル程度である。

### ゴール
バスケットボールのゴールは、FIBA公式ルールでは、高さ305cmに水平に設置された内径45cmのリング（リム）とそれに取り付けられた白い紐で編まれた下方へボールが通過可能な約45cmのネットで構成される。コート面に垂直、エンドラインから120cm内側の上方に、平行に設置された幅180cm高さ105cmの長方形で平らなバックボードに、リングは、15.1cmのフランジを介して取り付けられている。
- NBAでは、高さ305 cm（10 ft）に水平に設置された内径45.72 cm（18 in）のNBA認定リング（ダンクショットの際に安全なように可動式となっている）とそれに取り付けられた白い紐で編まれた下方へボールが通過可能な38〜45 cm（15〜18in）のネットで構成される。コート面に垂直、エンドラインから122cm（4 ft）内側の上方に、平行に設置された幅183 cm（6 ft）高さ 107 cm（3.5 ft）の長方形で平らなバックボードに、リングは、15.24 cm（6 in）のフランジを介して取り付けられている[40]。
- FIBAでは、フロントコートにあるバスケットは対戦相手のバスケットと呼ぶが、NBAではフロントコートにあるバスケットは自チームのバスケットで、バックコートにあるのが相手のバスケットと定義している。いずれの場合もフロントコートにあるバスケットにボールを入れると得点となる点は同じである。NBAでは自分たちのバスケットにショットを入れることから、ゴールをマネーと表現することがあり、バンクショットのバンクを銀行に掛けて表現することもある。

日本のミニバスケット（小学生）では、高さが260cm であるなど、競技をする人の年齢や設備環境により、各種寸法は異なる。

### ゲームウェアー
ユニフォーム（チーム・ジャージ）
ユニフォームはシャツとパンツを言う。シャツはノースリーブやショートスリーブ、ランニングなどを主に着用する。シャツとパンツはチームメンバー全員が同じデザインの色、形のものを着用し、前と後ろは同じ色でなければならない。パンツは必ずしもシャツと同色でなくても良い。一方のチームは 濃い色、他方は淡い色（白が望ましい）のものを着用する。対戦表の先に記載されたチーム、またはホームチームが淡色のユニフォーム、後に記載されたチームまたはビジター（アウェイ）チームが濃色を着用する。両チームの話し合いで入れ替えてもよい。ユニフォームには番号を胸と背中に付ける。この番号は、原則4 - 15まで、または大会主催者により2桁までの番号を付ける事が決められている。「0」「00」という番号の使用も大会規定により認めることが可能であるが、同一チーム内に「0」と「00」を同時に使用することは認められず、「07」のような番号も認められない。背番号も参照のこと。他の球技と同様、チームのロゴやエンブレム、広告などを大会主催者の許可のもとで付ける事もあるが、番号との距離などが厳格に定められている。形状は時代と共に変化し、特にパンツは過去には陸上競技並の短かさだったものが、現在では膝丈近くにまで伸びゆったりしたものとなっている。ユニフォーム下は、許可された範囲で、アンダーシャツ、スパッツなどの着用も可能である。他には、ヘッドバンド、アームスリーブ、リストバンド、脛当て、サポーターも着用される場合がある。
シューズ、ソックス
バスケットボールをプレーするためには激しい動作が求められるため、滑りにくく、ジャンプや着地時のショックを和らげるクッション性が高いシューズが必要であり、専用に用意されている。合成樹脂技術の進歩に伴い軽量化が進んだが、1960年代頃までは、厚いゴム底の、スポーツシューズとしては重いものであった。また、ソックスも登山用のような厚手のウールソックスを履くこともあった。また、1970年代にNBAの影響でハイソックスが流行したが、現在では、NBAでも一部のプレーヤーや、復刻ジャージでのゲームで着用されるのに留まっている。
NBAの場合、ゲーム時にはウォームアップウェア、チーム・ジャージと呼ばれるユニフォームから、サポーター、ソックス、ヘッドバンドに至るまで、NBA指定メーカーロゴとNBAロゴ、チームロゴのみが許可されており、唯一、選手が自ら選んで身につけられるのはバスケットシューズのみである。従って選手は、それぞれのシューズメーカーと契約している。スタープレーヤーには、プレーヤーモデルのバスケットシューズが提供されると共に、同型の市販品が作られ販売される。

## ルール

### 主なルールの変遷
主なルールの改定を以下にまとめた。
創造から
- 1932年 バックパスルール設定。シューティングファウルに対するフリースローが現在の数に。
- 1933年 交代しコートから退いたプレイヤーは、その後さらに2度まではプレーに参加できるように。ユニフォームの背番号は算用数字を使用するよう奨励。
- 1935年 3秒ルールが現在に近い形に。
- 1938年 フィールド・ゴール成功後、センター・ジャンプで再開する規定がなくなり、エンド・ライン外からのスローインに。
- 1946年 バックボードをコート内側の現在位置に移動。交替出場回数に制限がなくなる。5ファウルで退場となる。フリースローを放棄し、アウトからのスロー・インを選ぶ権利が与えられた。
- 1954年 NBAがショットクロック（24秒ルール）導入。
- 1956年 ショットクロック（30秒ルール）導入し、バックパスルール廃止。
- 1957年 フリースローを放棄できなくなる。

ローマ・オリンピック後に国際ルールに沿った規則となって以降。
- 1965年 一般男女と高校男子の試合を20分ハーフにし、使用ボールを7号ボールに。
- 1973年 バックパスルール、10秒ルールの復活。
- 1974年 バスケット・カウント・ワンスローが復活。
- 1979年 2個のフリースローのうち、1個でも入らないときさらにもう1個を与える「スリー・フォー・ツー・ルール」設定。
- 1985年 3ポイントルールの採用、チームファール罰則が7ファールに　スリーフォーツーの廃止。
- 1991年 フリースローをせずにセンター・ラインのアウトからのスロー・インを選べる「選択の権利」が廃止。背番号が4番からに。
- 1995年 アリウープがリーガル・プレイに　シューティングファウルがシューターが床に着くまでに拡大。インテンショナル・ファウルが「アンスポーツマンライク・ファウル」改名。
- 1999年 後半の最後と各延長時限最後の2分間にフィールド・ゴール 成功時はゲーム・クロックを停止。
- 2000年 20分ハーフを10分クオーター制に。
- 2001年 30秒ルールから24秒ルールへの変更。
- 2010年 制限区域が台形から長方形に、3ポイントラインが拡大。ノーチャージエリアの設定。ショットクロックの14秒リセット導入。
- 2012年 オフェンス・リバウンド時もショットクロックが14秒リセットに。
- 2014年 プレイヤーのテクニカル・ファウルが2回で失格・退場に。テクニカル・ファウルの罰則のフリースローを1本に。
- 2018年 ボールを保持すると同時についた足を0ステップとした。

### 現行の主要ルール
以下に記すのは主に国際バスケットボール連盟（FIBA） 及び日本バスケットボール協会（JBA）のオフィシャルルール による。
日本プロバスケットボールリーグ と、北米のプロリーグであるNBAはそれぞれ独自のルール を規定している。また、小学生が行うミニバスケットボールも、独自のルール が規定されている。
- 5人対5人で試合を行う。3人対3人の3 x 3（スリー・エックス・スリー）もある。交代要員の数はその試合によって異なり、ホームチーム側に多く設定されることもある。例としてbjリーグではホームチーム15人、アウェイチーム12人であった。
- 10分のクォーターを4回行う。第1第2クォーターを前半、第3第4クォーターを後半という。
- 第4クォーターが終わったとき両チームの得点が同じだった場合は、1回5分の延長時限（オーバータイム）を必要な回数だけ行う。
- ボールは手で扱わなければならない。ボールを保持したまま3歩以上歩くこと（トラベリング）、故意に足または腿で蹴ったり止めたりすること、拳で叩くことなど、からだの触れ合いおよびスポーツマンらしくない行為以外の規則に対する違反をヴァイオレイションという（詳細はヴァイオレイションの項を参照のこと）。
- 相手チームのプレイヤーとの不当なからだの接触やスポーツマンらしくない行為をファウルという（詳細はファウルの項を参照のこと）。
- 相手チームのバスケットにライブのボールを上から通過させるか、バスケットの中にとどまること（ショット）によりゴールとなり、規定の得点が認められる。2ポイントエリア（攻撃するバスケット側の3ポイント・ライン以内のエリア）からのフィールドゴールは2点、3ポイント・ラインより外側（3ポイントエリア）でのフィールドゴールは3点が認められる[注 4]。フリースローによるゴールは1点である。
- ショットの動作中に守備側からファウルを受けるとフリースローが与えられる。そのショットが成功した場合は得点は認められ（バスケットカウント）、さらに1本のフリースローが与えられる。ショットが失敗した場合は、2ポイントエリアからのショットの場合は2個、3ポイントエリアからのショットの場合は3個のフリースローが与えられる。
- プレイヤーがコート内でライブのボールをコントロールした場合、そのチームはコントロール開始から24秒以内にショットをしなければならない（24秒ルール）。
- ゲームはセンターサークルで両チームのプレイヤーによりジャンプボールで始められる[注 5]。前半は相手チームのベンチ側にある相手チームのバスケットを攻め、後半は攻めるバスケットを入れ替える。オーバータイムは後半と同じバスケットを攻撃する。
- 第2クォーター（試合時間を参照）からは、オルタネイティング・ポゼション・ルールにより、オフィシャルズテーブルから遠いほうのセンターラインの外側からのスローインで始まる。

### 審判とテーブルオフィシャルズ
審判（オフィシャルズ）は2人もしくは3人で行う。これは主催者により選択される。
このほかに、審判を補佐し、得点を記録するなどの仕事を行うテーブルオフィシャルズ（TO）が4名いる。

### 試合時間

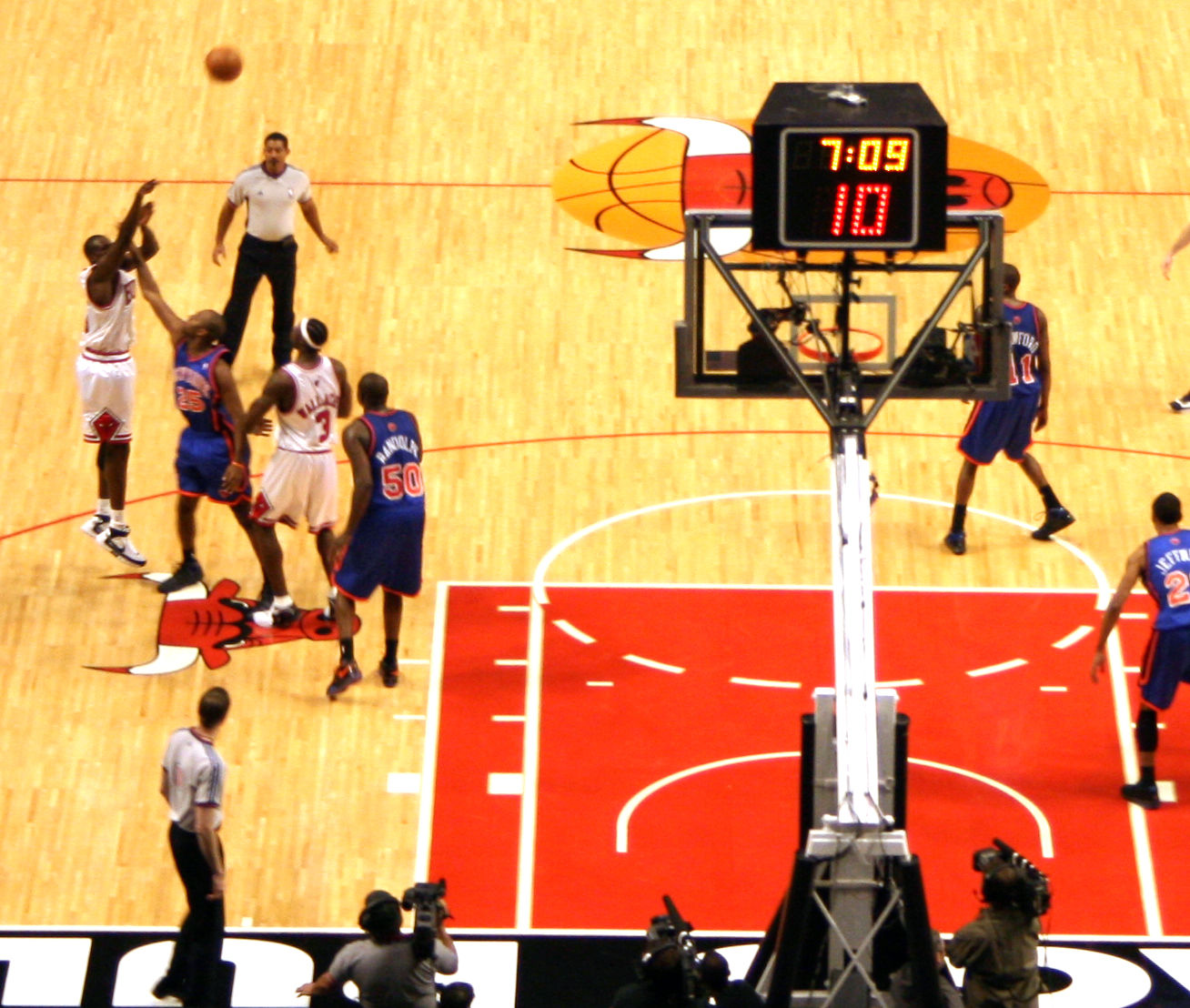
バスケットボールのゲームクロックとショットクロック

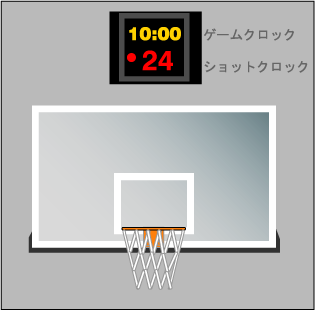
バックボード上方のクロックの例

10分を1クォーターとし、第1クォーターから第4クォーターまでの4つのクォーター、計40分間で行なわれる。 試合時間は、残り時間として電光掲示板や得点板に表示される。
以下の状況では、試合時間（ゲームクロックと呼ばれる時計）が一時停止する。
- ファウルやヴァイオレイションの判定の瞬間から、フリースローやスローインの後、コート内のプレイヤーがボールに触れるまで
- タイムアウトの開始から、フリースローやスローインの後、コート内のプレイヤーがボールに触れるまで
- 審判が必要と判断した状況から、フリースローやスローインの後、コート内のプレイヤーがボールに触れるまで
- 第4クォーターとオーバータイムの終了2分を切った(ゲームクロックが2:00を表示した)後は、全てのフィールドゴール成功時からスローイン後、コート内のプレイヤーがボールに触れるまで

残り時間が0.0秒になるとともに各クォーターは終了し、サッカーやラグビーにおけるロスタイムの概念はない。
各クォーター間では、第1と第2及び第3と第4の各クォーター、並びに各オーバータイムの間に2分間、第2と第3クォーター間のハーフタイムに15分間のインターバル（インタヴァル、インターヴァルとも）がそれぞれ与えられる。ただし、これは大会の主催者によって変更されることもしばしばある。以前は20分の前半・後半（ハーフ）、ハーフタイム10分だった。その後NBAのルールと同じく4ピリオド制となった。いわゆる引き分けはなく、同点の場合5分単位でのオーバータイムを決着がつくまで繰り返し実施する。オーバータイムは第4クォーターの延長とみなされ、チームファウルは第4クォーターと合わせて数えられる。
中学生の試合では、8分のクォーターを4回行う。延長は3分となる。
小学生の試合では、5 - 6分のクォーターを4回行い、前半10人の選手を1人5 - 6分出場させ、第1クォーターから1人の選手が3クォーター連続で出場できない。延長は3分となる。

### ヴァイオレイション
身体の触れ合いを伴わない、あるいはスポーツマンらしくない振る舞い以外の規則に関する違反のこと。バイオレーション、ヴァイオレーションとも。相手チームによるスローインからのリスタートとなる。

### ファウル
規則に反する違反のうち、不当な身体の触れあいおよびスポーツマンらしくない行為をファウル、またはファールと呼ぶ。
パーソナル・ファウル、テクニカル・ファウル、アンスポーツマンライク・ファウル、ディスクオリファイング・ファウルの種類がある。
選手個人に課されるファウルがほとんどであるが、ヘッドコーチやアシスタント・コーチ、チームに課されるファウルもある（チームに課されるファウルはヘッドコーチのファウルとして記録される）。
1人のプレイヤーにすべてのファウルを合わせて5回（NBAでは6つ）のプレイヤー・ファウルが宣せられた場合、審判によりその事実が告げられ直ちに交代しなければならず（ファウルアウト、俗に退場とも）、以後そのゲームには出場できない（以下の選手交代も参照）。サッカーとは異なり、退場しても自チームのベンチに座り、コート上へ交代選手を入れることが可能であり、通常は以降の試合の出場に関するペナルティはない。
ただし、2回のアンスポーツマンライク・ファウルや2回のテクニカル・ファウルで失格・退場となった場合、またはディスクオリファイング・ファウルにより失格・退場となった場合は、自チームの更衣室（ロッカールーム、控室）にいるか、コートのある建物の外に出なければならない。
パーソナル・ファウルに対しては、ファウルを宣せられたチームの反対チームにスローインが与えられる。ファウルは主にディフェンス側のプレイヤーに対して宣せられることが多いが、オフェンス側のプレイヤーがディフェンス側のプレイヤーの行動を妨げた場合には、オフェンス側にファウルが宣せられる。
ショットの動作中のプレイヤーに対するファウル（テクニカル・ファウル以外）は、そのショットが成功した場合、2ポイントないし3ポイントの得点が認められ、追加として1個のフリースローが与えられる。ショットが成功しなかった場合は、そのショットに応じて、2個ないしは3個のフリースローが与えられる。
アンスポーツマンライク・ファウル、ディスクォリファイング・ファウルの場合は、ショット動作中以外の場合でも2本のフリースローが、テクニカル・ファウルの場合はいずれの場合でも1本のフリースローが与えられる。
プレイヤーのファウルは、各クォーターごとにチームファウルとして記録される。チームに4回のファウルが記録された後は、次のようなチーム・ファウルの罰則が適用される。自チームがボールをコントロールしていない場合にファウルを犯した時は、相手チームに2個のフリースローが与えられ、自チームがボールをコントロールしている場合にファウルを犯した時は、相手チームにスローインが与えられる。
ゲーム開始前の10分間や各クォーター間にファウルが生じた場合は次に続くクォーター中に起こったものとして処理する。オーバータイム中のファウルは、第4クォーターのファウルとして扱い、継続してチーム・ファウルに数えられる。

### タイムアウト
各チームは、タイムアウトを取ることができる。タイムアウトは1分である。各チームはこの間に作戦を練る、選手を休ませるなどしてゲームの流れを変えている。タイムアウトの請求ができるのはヘッドコーチまたはアシスタントコーチである。ただし、請求してすぐに認められるわけではなく、ゲームクロックが止まった場合に認められる。
タイムアウトが認められる回数は次の通り。
- 前半2つのクォーターで2回、後半2つのクォーターで3回まで。したがって、1チームが1試合で使えるタイムアウトは最大で合計5回である。
- 前半2つのクォーターで使わなかったタイムアウトは後半のクォーターに持ち越せない。
- 第4クォーター残り2:00になった時点で、第3クォーター以降1度もタイムアウトを使っていない場合、1回目のタイムアウトを請求する権利を失う（2回しか使えなくなる）。
- オーバータイム突入時は1個のオーバータイム（5分）につき1回取れる。

2010年のルール改訂により、第4クォーター残り2:00以降にボールをコントロールするチームがタイムアウトを取った場合、バックコートからスローインするときはフロントコートのスローインラインからのスローインとなる。
小学生では第4クォーター、延長戦では両チーム交代できる。
NBAのタイムアウトは1試合につき1分を6回（ただし第4クォーターで使える回数は3回まで）、前半もしくは後半2クォーター（1ハーフ）につき20秒を1回（1試合合計2回）取れる。また、オーバータイム1回（5分）につき1分を3回取れる。タイムアウトの請求はコーチだけでなく、攻撃中のチームの選手も可能である。
ジャパン・プロフェッショナル・バスケットボールリーグ（Bリーグ）のタイムアウトには、通常のタイムアウトに加えて、第2・第4クォーターの残り5分を切った最初のボールデッド時に行われる90秒のオフィシャルタイムアウトがある。

### 選手交代
コート上にいる選手はプレイヤー、ベンチにいる選手は交代要員として区別される。FIBAが管理する大会では各チームでベンチ入りできる選手は最大12人で、プレイヤーが5人、交代要員が最大7人である。国内の大会では主催者が大会要項で規定し、12名または15名が一般的である。
選手交代が認められるのは、ゲームクロックが止められている時である。フリースローの時はそのフリースローの1投目のボールが渡される前か、最後のフリースローが成功した時に認められる。また、交代はどちらのチームにも認められるが、第4クォーターの終了前2分間は得点したチームにはショット成功時の交代は出来ない。但し、得点されたチームが交代を行った際には、得点したチームも交代することが可能である。
交代要員は何度でもプレイヤーとしてゲームに復帰できる。ただし、ファウルを5つ犯した場合や悪質なファウル（ディスクオリファイング・ファウル）などで失格・退場になった場合は、再びプレイヤーとしてゲームに復帰することはできない。

## 選手のポジション名称

### バックコート (ガード2人)
出典：
ポイントガード(PG)
ボールを運び、パスをしたり指示を出したりするチームの司令塔、ゲームメーカー。
シューティングガード(SG)
長距離からのシュートやペネトレイションで得点を稼ぐ。また、ポイントガードの補助をしたり、スモールフォワードのように攻めたりする。

### フロントコート (フォワード2人とセンター)
スモールフォワード(SF)
柔軟なプレイを求められる万能的ポジション。シュータータイプからインサイド型まで様々なプレースタイルが存在する。
パワーフォワード(PF)
リバウンド、スクリーン、ゴール付近からのシュートとビッグマン対応のディフェンスを担当する。
センター(C)
高い身長とパワーが必要とされる。リバウンド、スクリーン、ゴール下での得点とディフェンスでチームを引っ張る。

### 補足
ポジションは番号で
1. PG:1番
2. SG:2番
3. SF:3番
4. PF:4番
5. C:5番

という呼ばれ方もする。
バスケットボールにおいてポジションはサッカーのゴールキーパーや野球の投手のようなルール上の規定はなく、厳密に定められているものではない。ポイントガードの選手がゴール下でプレーしても構わないし、センターがボール運びや司令塔の役割をしても構わない。また、各プレイヤーが多くの役割をこなすことが理想である。
そのため、ユーティリティープレイヤーも多く
- ポイントガードとシューティングガードを兼任できる選手を「コンボガード」
- シューティングガードとフォワードを兼任できる選手を「ガードフォワード(GF)」や「スウィングマン」
- フォワードとセンターを兼任できる選手を「フォワードセンター(FC)」

と呼ばれることがある。パワーフォワードとセンターはポストプレーを行うことからポストプレイヤーとも呼ばれる。
NBAでは、本来のポジションがフォワードでありながらポイントガードの働きをする選手も少なくない。そのような選手は稀ではあるが「ポイントフォワード」と呼ばれる。ポイントフォワードの選手には、マジック・ジョンソン(特に現役復帰後)、アンソニー・メイソン、レブロン・ジェームズ、ラマー・オドムらがいる 。NBAプレーヤーで、フランス代表でも有るボリス・ディアウは、ガード、フォワード、センター、全てのポジションをカバーできる稀有なプレーヤーである。
2014年以前のNBAではゴールに近いほど確実にシュートを決められ得点期待値が高いという固定観念があったが、ステフィン・カリー擁するゴールデンステート・ウォリアーズが2014-2015シーズンのNBAで優勝するなどスリーポイントを重要視するチームが躍進し、2010年代後半から2020年代はどのポジションでもスリーポイントシュートを決められることが重要視されるようになっている。この流れに対してセンターとして長らくNBAを代表する活躍をしたシャキール・オニールは「もし俺が現代に復帰したとしても、スリーポイントを放つことはないだろう。（スリーポイントは）ビッグマンがすることじゃない」と批判的である。
初の試合ではラクロスを参考に、ゴールキーパー（1名）、ガード（2名）、センター（3名）、ウイング（2名）、ホーム（1名）の9人制であった。
田臥勇太は2021年時点で現代のポジションについて以下のように述べている。

## 基本的なプレー(技)

### パス
パス(Pass)とは、ボールを保持したプレーヤーが、ボールを他のプレーヤーに投げ渡すプレー。投げ方や方向に規制はない。

### ドリブル
バスケットボールでは、ボールを手に掴んだ状態で移動する行為が禁止されているため、地面にボールを上から掌を使って叩きつけて跳ねさせ、これを連続的に行ってボールとともに選手が移動する。保持しながら移動したとみなされた場合反則となる。

### ショット
自チームが得点するためにバスケットの上からボールを通すことあるいはそのための動作、ボールがバスケットへ至るまでの一連の流れのこと。シュートと呼ばれることが多いがこれは通称であり、日本バスケットボール競技規則では全てショットと称される。

### リバウンド
敵・味方関係なく、ショットミスしたボールを取ることを、リバウンドと呼ぶ。リバウンドを取るために有利なポジションを取る行動をスクリーンアウトまたはボックスアウトという。

### ブロックショット

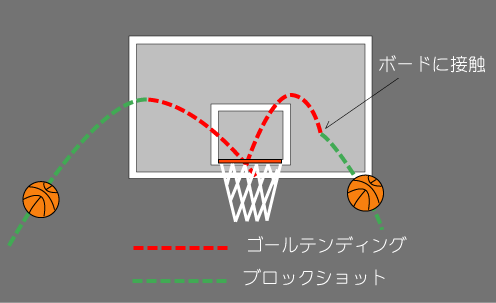
ゴールテンディング

相手の放ったショットをリング、バックボードに到達する前にボールが上昇中に阻止するプレー。ショットされたボールがリングに向けて下降中、もしくはバックボードに当たりリングに向かっている途中に触れるとゴールテンディングまたはバスケット・インターフェアターンノーバーとなる。

### スティール
相手のパスをインターセプトやターンオーバーをしたり、ピボット、ドリブルなどでコントロールしているボールを奪い取るプレー。

### スクリーン
ボールが無い場所で、相手選手の移動を制限する位置に立つこと。身体の接触があるためタックルの様な動きは反則となり、その場に停止している必要がある。

### ポストプレー
攻撃の基点、中継点となるポジションを確保し、スクリーンとして機能したり、攻撃を展開するパスを出したり、ペネトレイトあるいはショットに持ち込むプレー。位置により、バックボード近辺をローポスト、フリースローサークル近辺をハイポスト、それらの中間をミドルポストと呼ぶ。

### スローイン
デッドとなったボールをライブに戻し、ゲームを再開するために、攻撃権を持ったチームのプレーヤーが、アウト・オブ・バウンズ からインバウンズにパスをすること。制限時間が設けられ、スローイン行為中は試合時間が止められる。一旦審判員がボールを保持し、指示があるまでゲームは再開されない。

### フリースロー
一方のチームがファウル、あるいは、特定のヴァイオレイションをした場合に、相手チームに認められるボーナスの一つである。フリースローサークル内のフリースローライン手前から、どのプレーヤにも防御される事無く ショットを放つ事が出来る。ペナルティーの種類によって、1投から3投までの間で、連続でスローされ、フリースロー1投がゴールすれば1得点が与えられる。ショットする際に、ボールがリングに触れるまでフリースローラインより前方には侵入できない。また、リングにボールが触れなかった場合はエアボールとして相手ボールとなる。さらに、ショットするプレイヤーは審判に渡されてから5秒以内に打たなければならない。最終投がスローされた後のプレーの再開方法には、数種類の場合が存在する。又、1996年と1997年の両年にはこのフリースローの全国大会が開催された。

### フットワーク
フットワークは、プレーヤーの足運びのこと。バスケットボールは前後左右への素早い動きが要求されるので、すべてのプレーに関わる重要な基本動作である。オフェンスでは、歩数制限があり、その後ジャンプすることも必要である事から正確かつ俊敏な足運びが要求される。また、ダッシュからのサドン・ストップやピボットもオフェンスの重要なフットワークである。通常、ランニングショットの場合は、右手では左足踏切。左手では右足踏み切りとなる。ディフェンスでは、マークするプレーヤの動きに素早く反応して振り切られないよう移動する必要があるため、様々な方向への動きが要求される。サイドステップ、バックステップ、クロスステップなど様々な足捌きができなければならない。
ボールキャッチ時のステップ
- 両足着地状態でキャッチ：自由にピボットフットを決めステップすることが許される。その後次のプレーへ。
- 空中でボールをキャッチした場合。

- 片足ずつ着地：先に接地した足がピボットフットとなり、後に接地した足は、ピボットを使って自由にステップ可能。
- 片足でステップ後、ジャンプし次のステップで着地：浮かせた足を接地することは許されない。この状態からのドリブルも許されない。そのままの状態でボールを保持するかあるいは放す、2歩目で踏切りジャンプした後、ボールを放すこと（ショット、パス)以外は許されない。
- 一歩目片足でジャンプ次に両足同時に着地：これ以上のステップは許されない。そのままの状態でドリブルを開始するか、ジャンプしてボールを放すこと（ショット、パス)は許される。

### ピボット
ピボットは、着地した状態で、ボールキープを行う時に使用するステップである。片足を軸足（ピボット・フット）にしてコートの同じ場所で接地し、もう片足を前後左右にステップして体の軸を動かし、相手を翻弄、動揺させたり、リズムを崩し、自分のパス、ショット、ドリブルなど次のプレーを容易にする。接地場所を移動することは出来ないが、その場所で回転することは許される。
- 両足接地の状態でボールを得た場合は、任意の足をピボットフットにすることが出来る。
- 片足ずつ着地してから行う場合、先に着地した足のみ軸足にすることが出来る。
- 一歩目を片足、2歩目を両足で着地した場合は、ピボットを行うことは出来ず、そのままジャンプしてボールを離すか、両足を着地した状態でドリブルを開始しなければならない。

これらに違反してステップするとトラベリングとなる。
ボールを保持していない選手については、ステップに関する規制はない。

#### アイソレーション

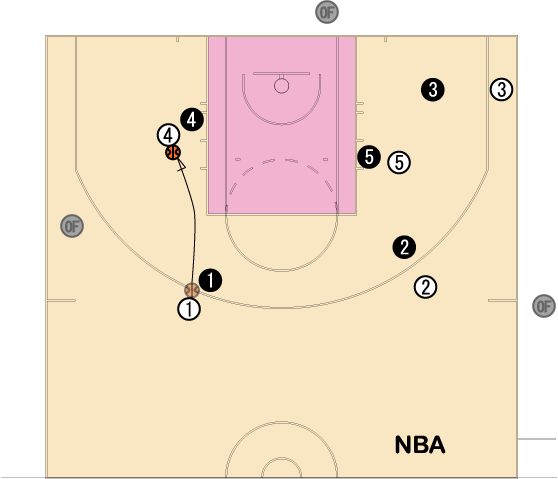
アイソレーションの例

#### フォーメイションオフェンス

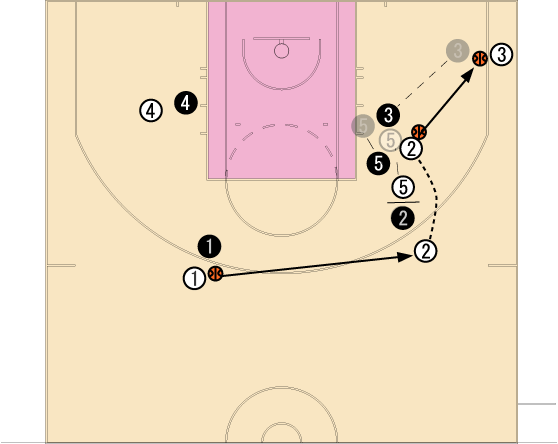
ワイドオープン・コーナー・スリーポイントのフォーメイション例

## チームプレー

### オフェンスプレー
- テンポによる分類

| ディフェンスが戻りきる前にシュートに持ち込むプレイ。速攻。いわゆるカウンター。 | ハーフコートに敵味方揃った状態で攻めること。 | 遅攻。オフェンスの制限時間を意識的に使って攻める攻撃法。 |

- 方式による分類

| 能力の優れた1人の選手をわざと孤立させるように、残りの4人が逆サイドに留まり、1on1による得点を狙うプレイ。 | 予め決められた選手の動きによって得点を狙うプレイ。戦術にはそれぞれ番号や名前がつけられており、ポイントガードなどから指示が出る。ナンバープレイとも呼ばれている |

### ディフェンスプレー
- 方式による分類

| 選手ごとに1対1で自分が担当する選手をマーク（マッチアップ）するディフェンスのこと。 参照：マンツーマンディフェンス | 陣形を作り、各個人が決められた範囲をディフェンスすること。過去にNBAでは禁止されていた。 参照：ゾーンディフェンス | オフェンスに対し、積極的にプレッシャー（プレス）をかけるディフェンスのこと。 参照：プレスディフェンス |

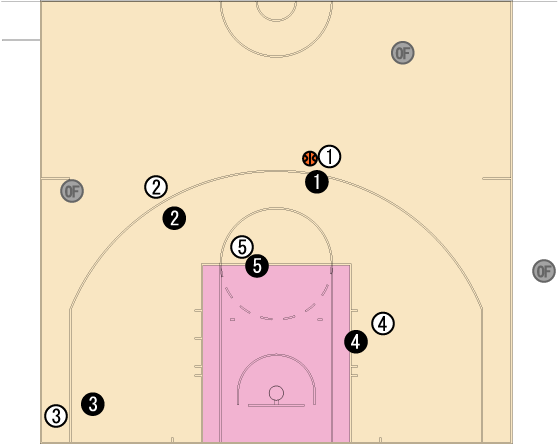
マンツーマンディフェンス

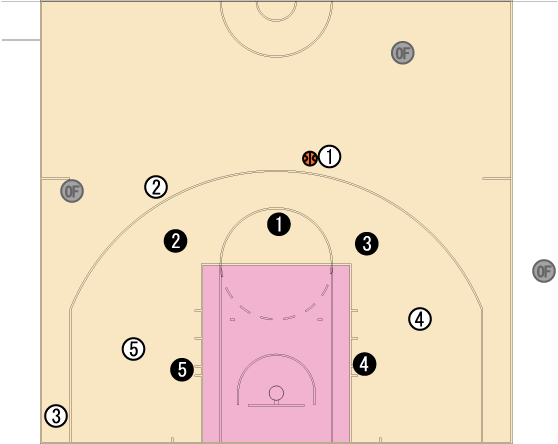
ゾーンディフェンス

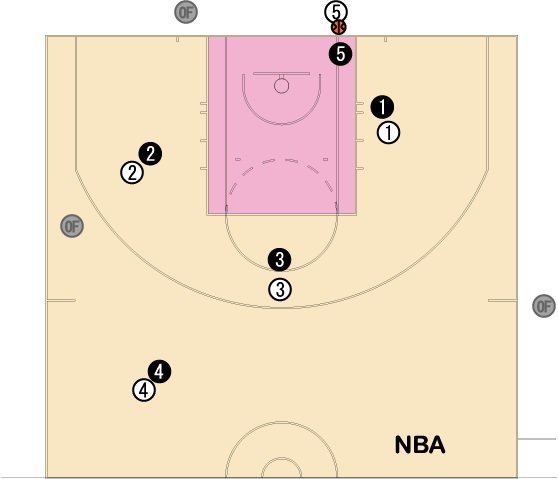
フルコートプレス

#### 混合型
ゾーンプレス ＝  ゾーン+プレス
ゾーンマンツー　＝　ゾーン+マンツーマン
| ボックスワン 1人がマンツーマン、残り4人が正方形（2-2）のゾーンでディフェンスすること。ボックス・アンド・ワンとも呼ぶ。 | ダイアモンドワン 1人がマンツーマン、残り4人がひし形（1-2-1）のゾーンでディフェンスすること。ダイアモンド・アンド・ワンとも呼ぶ。 | トライアングルツー 2人がマンツーマン、残り3人が三角形のゾーンでディフェンスすること。 |

- 陣形による分類

数字はディフェンスの数を示し、フロントコートに近い側からバックコートに近い側の順に記載する。
2-2-1以下の4陣形は通常、ゾーンプレスの場合にしか使われない。1-3-1、1-2-2は通常のゾーンディフェンスとゾーンプレスの両方で使われる。
| - 2-3 - 3-2 | - 1-3-1 - 1-1-3 | - 2-1-2 - 1-2-2 | - 2-2-1 - 3-1-1 | - 1-2-1-1 - 1-1-2-1 |

範囲による分類

#### ディフェンスの範囲
| フルコート コート全体で行う。 | 3/4コート（スリークォーター） フロントコートのフリースローレーンから行う。 | ハーフコート センターラインから行う。 |

## 基本用語

### オフェンス用語
節TOC（ア行 カ行 サ行 タ行 ナ行 ハ行 マ行 ヤ行 ラ行 ワ行）
| ア行 - アイソレーション 能力の優れた1人の選手をわざと孤立させて、1on1による得点を狙うプレイ。 - アップ・アンド・アンダー 頭上からショットするフェイクでディフェンダーを浮かし、ピボットでかわして、下からレイアップショットをするプレー。 - アンクルブレイク 高いドリブルスキルによりディフェンスの選手の体勢を崩すこと。 - イージー・ツー イージー・バスケット、またはイージー とも言う。ペイントエリアで、ノーマーク状態で放つショットなどゴールが容易なこと。 - ウィーク・サイド フロントコートを縦に分割して、ボールコントロールしているプレーヤーのいない側（ストロングサイドの反対） - エルボー コート上の場所を表す用語で、フリースローラインとレーンラインが交わる角の近傍。 - オフェンシブ・レイティング 100回のポゼッションで獲得できた点数。オフェンスの堅実性をはかる指標となる。 カ行 - カット(カット・イン） ボールを保持していない状態でディフェンスを引き離し、ペイントエリアに切り込みパスを受けるプレイ。 - キー ペイントエリアの別名、トップ・オブ・ザ・キーと言えば、フリースローサークルから3ポイントラインの近辺のこと。 - ギブ・アンド・ゴー 味方にパスを出し、その後ディフェンスを振り払い、フリーの状態で再びパスを受けるプレイ。パス・アンド・ランとも呼ぶ。 - コースト・トゥ・コースト ディフェンス・リバウンドを取った選手がドリブルでボールを運び、自分でシュートに持ち込むプレイ。コーストとは海岸の意味で、コートの端から端までをアメリカの西海岸から東海岸までに例えた。 サ行 - ショット・セレクション ボールコントロールしているプレーヤーが、自らがショットすべき状況にあるかどうかの判断。 - ストロングサイド フロントコートを縦に分割して、ボールコントロールしているプレーヤーのいる側（ウィークサイドの反対） - スモール・(バスケット)ボール ビッグマンを敢えて使わず、機動力のある選手をライナップしたチーム編成。5アウトオフェンスを用いる場合も多い。 - セカンド・ブレイク ファスト・ブレイクが決まらなかったときに追い付いてくる選手で速攻を続けるプレイ。 - ゼロステップ ボールをホールドしてから一歩目のステップを0ステップとして認識され、二歩目のステップを一歩目として数えられるルール。 - ゾーン・オフェンス ゾーンディフェンスに対するオフェンスの方法 タ行 - ダブル・クラッチ ショットするためにジャンプした後、空中で体を縮めた後に再び伸びて、ディフェンダーをかわして、ショットをするプレー。 - ターン・アラウンド ゴールに背を向けた状態からターンしてゴール方向へ進む動き。 - タフ・ショット 厳しい体勢から放つショット。ワイルド・ショットとも言う。 - ターンオーバー オフェンス側がスティールやヴァイオレイション、オフェンシブ・ファウルなどで攻撃権を失うこと。 - ディレイド・オフェンス 遅攻。オフェンスの制限時間を意識的に使って攻める攻撃法。 - デプス（Depth） チームの層の深さ（厚さ）。ポジション別に表にしたものをデプスチャートと言う。 - トリプル・スレット パスを受けて、シュート・ドリブル・パスの全てのプレーに移れる状態のこと。最も攻撃側の選択肢を多くとれる状態である。 - トランジション・オフェンス 速攻を主体としたテンポの速いオフェンススタイル。 ナ行 - ナンバー・プレイ オフェンスで、決められたとおりの動きからシュートに持ち込むプレイ。コーチやポイントガードが、プレイを番号で指示することからの呼称。セットオフェンスともいう。 | ハ行 - ハーフコート・オフェンス ハーフコートに敵味方揃った状態で攻めること。 - ハンマー・セット ストロングサイド(ボール保持側)のヘルプディフェンスを重視するチームに対し、ウィークサイドのコーナーに、シューター(ハンマー)をセットし、そこへパスを送り、3ポインターを決めるプレーの総称。 - ピック スクリーンを仕掛けること。 - ピック・アンド・ロール ボールマンをマークしているディフェンダーに対しスクリーンを仕掛け（ピック）、ディフェンダーのマークを遅らせ、ボールマンをフリーにすると共に、スクリーナーが方向転換（ロール）し、パスを受けるプレー。 - ピック・アンド・ポップ ボールマンをマークしているディフェンダーに対しスクリーンを仕掛け（ピック）、ボールマンのマークにスクリーナーのディフェンダーがヘルプディフェンスをして、スクリーナーがオープンになったところへパスを送りショットを狙うプレー。 - ピボット（ピヴォット、ピボッド） 着地した状態で、ボールキープを行う時に使用。片足を軸足にし、もう片足を前後左右に動かし、相手を翻弄、動揺させたり、リズムを崩したりする。着地して行う場合、先に着地した足を軸足にしないとトラベリングとなる。 - ファイブ・アウト ファイブ・アウト・モーション・オフェンスの略で、5人すべてアウトから攻撃を組み立てるオフェンス形態。ビッグマンを使わないスモール・ボールの編成で行われることが多く、カットを中心に機動力を使った攻撃となる。 - ファスト・ブレイク ディフェンスが戻りきる前にシュートに持ち込むプレイ。速攻。いわゆるカウンター。トランジッションとも言う。 - フェイク（フェイント） 相手をあざむきひっかけるプレイのこと（例: シュートを打つふりをしてドリブルをする）。 - フェイダウェイ シュートするためにジャンプする際に、バスケットから離れる方向に動き、相手のブロックを交わしてシュートをするプレー。 - フットボール・パス バックコートでボールを獲得し、フロントコートにいる味方にそのままゴールにつながるように投じられるパス。タッチダウン・パスとも言う。 - +/-スタッツ ある選手が出場している間のチームとしての得失点差。チームへの総合的な貢献度の指標となる。 - プルアップ・ジャンパー ボールを低い位置で保持している状態から持ち上げて放つジャンプショット。 - フロム・ダウンタウン 3ポイントショットのことを表す。 - フロントコート センターラインを境にして、攻める側のコート。スモールフォワード、パワーフォワード、センターのこと。 - ペネトレイション ドリブルでバスケットに向かって切り込みシュートに持ち込むプレイ。 - ペリメーター 3ポイントライン内でペイントエリア外のエリア。このエリアでのショット(ミドルレンジショット)を得意とするシューターをペリメーターシューターと呼ぶ。 - ポストプレー 味方プレイヤーが相手コートの制限区域付近で行うプレー。センターなど背の高い選手が行うことが多い。 - ローポスト / ゴールに近いポスト（位置） ミドルポスト / ローポストとハイポストの中間 ハイポスト / ゴールに遠いポスト（フリースローライン付近） - ポンプフェイク ポンプのように体を上下に伸縮させて、ショットタイミングをずらす動作で、ディフェンスのブロックをかわすプレー。 マ行 ヤ行 ラ行 - ラン・アンド・ガン 常に速攻を狙う攻撃スタイル。ランアンドガンのラン（RUN）は走る、ガン（Gun）は撃つという意味である。 ワ行 - ワイド・オープン ペリメーター近辺のオフェンスプレーヤが、ディフェンスのマークを外れ、バスケット方向に大きくスペースが開けた状態。例えばペイントゾーンへのペネトレイションで、ディフェンダーを集め、ペリメータ近辺で待つシューターにキックアウトすることなどによって生じる。 |

### ディフェンス用語
節TOC（ア行 カ行 サ行 タ行 ナ行 ハ行 マ行 ヤ行 ラ行 ワ行）
| ア行 - オールコート・プレス 相手のバックコートから始めるプレス・ディフェンス。 カ行 - クリア・パス・ファウル バックコートから始まった速攻に対しディフェンダーがボールより前にいない場合に、ディフェンダーがパーソナルファウルを犯すと、クリア・パス（容易なゴールができる状況）でのファウルとなり、フレグラントファウルに準じたペナルティが科せられる。パーソナルファウルが記録されるフレグラントファウルは記録されない。 サ行 - スイッチ ディフェンスが、それぞれのマークの相手を交換すること。スクリーンプレーの対抗策。 - スティール 相手からボールを奪い、自分のボールにすること。 - ステイ・ロー 相手選手のカットインなどを防ぐために腰を落として構えること。 - スライド スクリーンをかけられたときに相手のスクリーナーを迂回して通ること。 タ行 - ダブルチーム ボールを持ったプレーヤーに2人でディフェンスマークするプレイ。 - ディナイ・ザ・ボール ボールを持っていないオフェンスの選手に対し、パスのコースを封じてボールを持たせないようにディフェンスすること。たんにディナイともいう。 - ディフェンシブ・レイティング 相手のポゼッション100回あたりに取られた点数。ディフェンスの堅実さを表す指標。 - トリプルチーム ボールを持ったプレーヤーに3人がかりでマークしディフェンスするプレイ。 - トランジション・ディフェンス トランジション・オフェンスに対するディフェンス。 | ナ行 ハ行 - ハック ファウルを逆手に取る戦法。ディフェンスがわざとフリースローの苦手な選手を狙ってファウルし、相手の1攻撃機会での得点を2点以下に抑え、有利に運ぶ戦法。ハック・ア・シャックから言葉が生まれた。 - ハンズ・アップ 相手選手のパスなどを防ぐ為に両手を上げて構えること。 - ファイトオーバー スクリーンをかけられたときに相手のスクリーナーの前方を無理やり通過すること。 - ファウル・ゲーム ファウルを逆手に取る戦法。試合終盤で接戦のときに、この方法以外、勝利チャンスがない場合の特殊な戦法。ディフェンスが故意にオフェンスを狙ってファウルする。ファウルによって時計を止め、フリースローが落ちればリバウンドを取って反撃するチャンスが生まれる。残り時間と点差によって始める時期が変わる。逆転が成功する場合もあり、観客にとってはフラストレーションの溜まる場面である。 - フェイスガード オフェンスの選手に接近してボールを持たせないようにディフェンスすること。顔が触れるくらい近づいてディフェンスすることからそう呼ばれる。 - ブロックショット ディフェンスの選手が相手のシュートを防ぐこと。 - ヘルプ（カバー）・ディフェンス 味方ディフェンダーがオフェンスプレーヤーに抜かれた時、別のディフェンダーが代わって、ディフェンスするプレイ。 マ行 ヤ行 ラ行 - ロワー・ディフェンシブ・ボックス（LDB） NBA限定ルールで、バスケット近くのコート上の4つの単線で区画される箱形の特別区域。ここでは、ボールを保持しゴールに背を向けているオフェンスに対して、ディフェンダーは上腕および手を触れてディフェンスが許される。格闘技とも称されるNBA特有の激しい鬩ぎ合いが見られる。 ワ行 |

### 記録に関わる用語
| - アテンプト（attempt）とメイド（made） ショット（ゴール）・アテンプト：ショット試行、ショット（ゴール）・メイド：ショット成功で、例えば3PM-A（スリーポイントメイド-アテンプト）48-120ならば、120本試行して48本成功。 - スタッツ ゲームに関する記録のすべて - スタンディング リーグ戦などの順位表 - ダブルスコア 対戦チームとの得点差が2倍以上開いている状態。 - ダブル・ダブル 得点、アシスト、リバウンド、ブロックショット、スティールの5項目のうち、1試合において10点（回）以上を個人で2項目記録したときの呼び方。 - トリプル・ダブル 上記を3項目記録したときの呼び方。 - クアドルプル・ダブル 上記を4項目記録したときの呼び方。 - クィントプル・ダブル 上記を5項目記録したときの呼び方。 - ファイブ・ファイブズ 得点、アシスト、リバウンド、ブロックショット、スティール全ての項目で、1試合において5点（回）以上を個人で記録したときの呼び方。 | - キャリア・ハイ プレーヤーの全記録中で最高。 - ゲーム・ハイ 1試合の全記録中で最高 - シーズン・ハイ シーズンの全記録中で最高。 - パー・ゲーム ポイント・パー・ゲーム（PPG）と言えば一試合当たりの平均得点数。 - ボックス・スコアー ゲームに関する記録をチーム、プレーヤー別に記録したスコア表 - ロースター 選手登録名簿。NBAでは15人まで登録でき、その内、13人までベンチに入ることができる。 - DND（Did Not Dressed）,DNP（Did Not Play）,NWT（Not With Team） NBAの公式スコアで、DND（Did Not Dressed）は着替えずの意味。DNP（Did Not Play）はベンチにいたが出場しなかったの意味。NWT（Not With Team）は、試合に帯同せずの意味。理由には、Right ankle spraine（右足首捻挫）やCoach's Decision（コーチの判断）などが記載される。また、Inactiveは、選手登録はされているが、ベンチ外で、出場しない選手。 |

### その他の用語
| -ア/カ- - アウトナンバー オフェンスの人数がディフェンスより数が多い場面を言う。 - アップセット 下位チームが上位チームに勝つこと。 - アムネスティ条項 NBAに於いてチームは7月1日から1週間の間に選手1人を解雇することが出来るという取り決め。選手への報酬支払義務は残るが、ラグジュアリータックスには計上されない利点がある。 - 歩く:基本的に歩いてはいけないというルール表現から、トラベリングの反則に対する表現。 インアクティブ プレーヤーがロースター登録はされているが試合の出場登録はない状態。 - インバウンズ サイドライン2本とエンドライン2本のバウンダリーライン内でライン上を含まない区域。逆はアウト・オブ・バウンズ - エアーボール シュートされたボールがリング、バックボードのどちらにも触れずに不成功に終わること。 - ゲームビジョン 試合展開を全体的に理解する能力 - コースト・ツゥー・コースト バックコートでスティールをした選手が単独でフロントコートへ攻め上がり得点を挙げること。 - コートビジョン コート全体を見渡す視野、あるいは能力 -サ/タ/ナ- - サスペンド(サスペンデッド) 出場停止状態。 - シックスマン ベンチプレーヤの内、ゲームに最も影響力を持つ選手。スターター以上の働きをする場合も多い。 - ジャーニーマン プロリーグで多くのチームを渡り歩いて活躍する選手。逆はフランチャイズ・プレーヤー。 - スイープ 対戦シリーズにおいて全勝すること。箒で掃き飛ばす意味から。 - ドアマットチーム 飛び抜けて成績の悪いチーム。 - トランジション・ゲーム スティールやブロックショットによって、攻撃権が激しく移り変わる試合展開のこと。 - トラッシュトーク ゲーム中に相手を挑発する言葉を発すること。自分を鼓舞する場合もある。 -ハ/マ/ヤ/ラ/ワ- - ハイ・ファイブ いわゆるハイタッチのこと。タイムアウトの際などに行われる。 - バウンダリー・ライン コート上にマーキングされた境界を表す線。通常はサイドラインとエンドライン - バスケットボールIQ バスケットボール知識、戦略に優れた能力。ゲームビジョン、コートビジョン、ショットセレクションも関係する。 - バック・トゥー・バック（back to back） 連戦のこと。連戦2試合目をSEGABABA（SEcond GAme of BAck to BAck）とも言う。3連戦は、バック・トゥー・バック・トゥー・バック。 | - バンク バックボードのこと。NBAではウィンドウ、グラスという場合もある。バンクショットはバックボードを使ったショット。 - ファウル・トラブル ファウルがかさみ退場しそうになった際に交替し出場時間が減ったり、プレイが消極的になったりすること。 - プレーオフ リーグ戦でレギュラーシーズンの成績によってシーズンのチャンピオンを決定するために行われるトーナメント戦。ポストシーズンも同じ。 - フランチャイズプレーヤー プロでチームを背負って立つ中心選手。入団以来在籍している選手が多い。 - フロップ 攻守間の身体接触時に、演技によって大げさに倒れ込んだりして相手のファウルを誘うプレーをすること。そのような演技を軽蔑的にフロッピングと呼ぶ。度々行う選手はフロッパーと言われる。サッカーのシミュレーションと同じ行為だが罰則規定はない。ただしNBAでは、2012年シーズンから試合後ビデオ判定を行いフロッピングと裁定された場合、1回目は5,000ドル、2回目は10,000ドル、3回目は15,000ドル、4回目は30.000ドルの罰金が科される。 - ベンチ・ポイント ベンチプレーヤで獲得した得点。 - ホームコートアドバンテージ ホームコートでゲームすることによる優位性。ホームでゲームできる権利 - ボール・ポゼッション ボール保持権、攻撃権と意味は同じ。 - ミスマッチ マッチアップしている選手に、大きな身長差があること。高さに限らず、動作の速度差や技術的な差がある時のことも指す。 - ラグジュアリー・タックス(贅沢税) NBAに於いて所属選手の総年俸が取り決め額を超えると、リーグに対して課徴金を支払うシステム。 - ルーズボール ボールがコート上に転がっていたり、ティップの連続などでボールが空中にあり、どちらのチームもボールをキープできていない状況。その時に犯したファウルはルーズボールファウルと呼ばれる。 - ロー・ファイブ 選手交代や、フリースローの合間などに選手間で行われる低い位置での手と手でのタッチ。いわゆるハイタッチはハイ・ファイブ。 - ワン・ポゼッション・ゲーム 1回の攻撃権で入る点差の試合状況。 - ワン・サイド・ゲーム 大きく点差の離れた試合状況。 |

## プロリーグ
- バスケットボールリーグ一覧（男子 / 女子）

## バスケットボール団体
| 国際バスケットボール連盟（FIBA） - FIBAアフリカ - FIBAアメリカ - USAバスケットボール - FIBAオセアニア - FIBAヨーロッパ | - FIBAアジア - 日本バスケットボール協会（JBA） - ジャパン・プロフェッショナル・バスケットボールリーグ（B.LEAGUE） - ジャパン・バスケットボールリーグ（B3.LEAGUE） - バスケットボール女子日本リーグ（W LEAGUE） - 日本実業団バスケットボール連盟 - 全日本大学バスケットボール連盟 - 全国高等学校体育連盟 バスケットボール専門部 - 全国中学生バスケットボール連盟 - 全国専門学校バスケットボール連盟 - 日本クラブバスケットボール連盟 - 全日本教員バスケットボール連盟 - 日本家庭婦人バスケットボール連盟 - 日本ミニバスケットボール連盟 - 中国バスケットボール協会 - 大韓バスケットボール協会 | - 日本バスケットボール振興会 - 国際車いすバスケットボール連盟（IWBF） - 日本車いすバスケットボール連盟 - 日本車いすツインバスケットボール連盟 - 国際デフバスケットボール連盟（DIBF） - 日本デフバスケットボール協会 - 日本FIDバスケットボール連盟 - 在日本朝鮮人籠球協会 - 日本バスケットボール推進会 |

## 主なバスケットボール大会
| - オリンピック - FIBAバスケットボール・ワールドカップ - FIBA女子バスケットボール・ワールドカップ - ユーロリーグ - ULEBカップ - ユーロバスケット - NCAA男子バスケットボールトーナメント - NCAA女子バスケットボールトーナメント | - 全日本大学バスケットボール選手権大会 - 全国高等学校バスケットボール選手権大会 - 全日本総合バスケットボール選手権大会 - 全日本社会人バスケットボール選手権大会 - 全日本クラブバスケットボール選手権大会 - 全国中学校バスケットボール大会 - 国民体育大会 - 全国青年大会 - 全国スポーツ祭典 | - バスケットボールクラブチーム1DAY大会 - スポーツワン バスケットボール大会 - ALLDAY - SOMECITY - HOOP7 CUP - バスケット大会ならばバスケ55 - ストリートバスケリーグHOOPERS |

## 派生した競技
| - 車いすバスケットボール - 3x3 - ビーチバスケットボール - デフバスケットボール - ウォーターバスケットボール - フリースタイルバスケットボール - ネットボール | - ポートボール - コーフボール - セストボール - スラムボール - ストリートボール |

## 関連作品
1990年から週刊少年ジャンプでバスケットボールを扱った漫画『SLAM DUNK』が連載開始、1996年の連載終了後も売れ続けて1億部を超える大ヒットとなり、バスケットボールの競技人口を押し上げ、2005年には、日本バスケットボール協会への登録者数だけで600万を超える など、日本バスケットボール界に大きな影響を残している。またその功績から原作者の井上雄彦は、日本バスケットボール協会から特別表彰されている。バスケットボールは漫画編集者の間ではひとつのタブー（ヒットしない）とされていたが、スラムダンクの後には『あひるの空』『黒子のバスケ』『ロウきゅーぶ!』など様々なヒット作も出るようになった。
| - バスケットボール専門誌 |